# 青森県道287号奥津軽いまべつ停車場線
青森県道287号奥津軽いまべつ停車場線（あおもりけんどう287ごう おくつがるいまべつていしゃじょうせん）は、青森県東津軽郡今別町大川平を通る一般県道である。

## 概要
北海道旅客鉄道奥津軽いまべつ駅から青森県道14号今別蟹田線に接続する短距離路線である。

### 路線データ
- 起点：奥津軽いまべつ停車場[1]
- 終点：今別蟹田線交点（東津軽郡今別町）[1]

## 歴史
- 2015年（平成27年）12月25日 - 県道に認定される[1]。

## 地理

### 交差する道路
- 青森県道14号今別蟹田線（終点）

### 沿線施設など
- 北海道旅客鉄道・奥津軽いまべつ駅
- 東日本旅客鉄道・津軽二股駅
- 道の駅いまべつ